# Melasma
El paño o melasma, también conocido como cloasma o la "máscara del embarazo", es una hipermelanosis adquirida de la piel de las mujeres embarazadas, que se manifiesta en las zonas expuestas al sol, sobre todo en el rostro. Aunque puede afectar a cualquier persona, el melasma afecta más a las mujeres, especialmente cuando se encuentran embarazadas y estas habían consumido anticonceptivos orales ("la píldora") u hormonas durante la terapia de reemplazo hormonal. El melasma también está muy presente entre los hombres y mujeres descendientes de los nativos americanos y en los hombres o mujeres descendientes de judíos alemanes y rusos. También puede presentarse frente al consumo de ciertos antiepilépticos.

## Síntomas
El principal signo del melasma es la hiperpigmentación de la piel, volviéndose más oscuras, especialmente en los pómulos, nariz, labios y en la frente. Suele dar picazón en algunos casos. Estos parches se suelen ir desarrollando gradualmente. No existen otros síntomas más que los estéticos.

## Causas
No existe una causa conocida, pero se piensa que influyen decisivamente en su aparición los cambios hormonales femeninos en los niveles de estrógenos y por la excesiva exposición al Sol. 
La predisposición genética es también un factor determinante en el desarrollo del melasma.
La aparición del melasma es también más probable en pacientes con trastornos en la tiroides. Se piensa que la sobreproducción de los melanóforos (MSH), producidos por el estrés, pueden ser la causa. También se cree que el melasma puede ser en algunos casos una reacción alérgica a medicamentos y cosméticos.

## Diagnóstico
El melasma es usualmente diagnosticado simplemente con la vista o con la ayuda de una lámpara de Wood. Bajo la lámpara de Wood, el exceso de melanina en la piel puede ser distinguido fácilmente.